# Черкеська кухня
Черкеська кухня також адигська кухня  — різновид кавказької кухні, яка була названа на честь одного з гірських народів — черкес. 

## Опис
Основу харчування черкесів (вони ж адиги) складають м’ясо-молочні страви, що відображає реалії пастушачого способу життя цього народу.
Адиги або черкеси були дуже помірні та скромні в харчуванні. Надмірне споживання їжі засуджувалось. Вважалось, що зі столу потрібно уходити трохи голодним. Дуже рідко м'ясо жарилось, основу харчування складали варені страви.

## Національні страви та продукти харчування

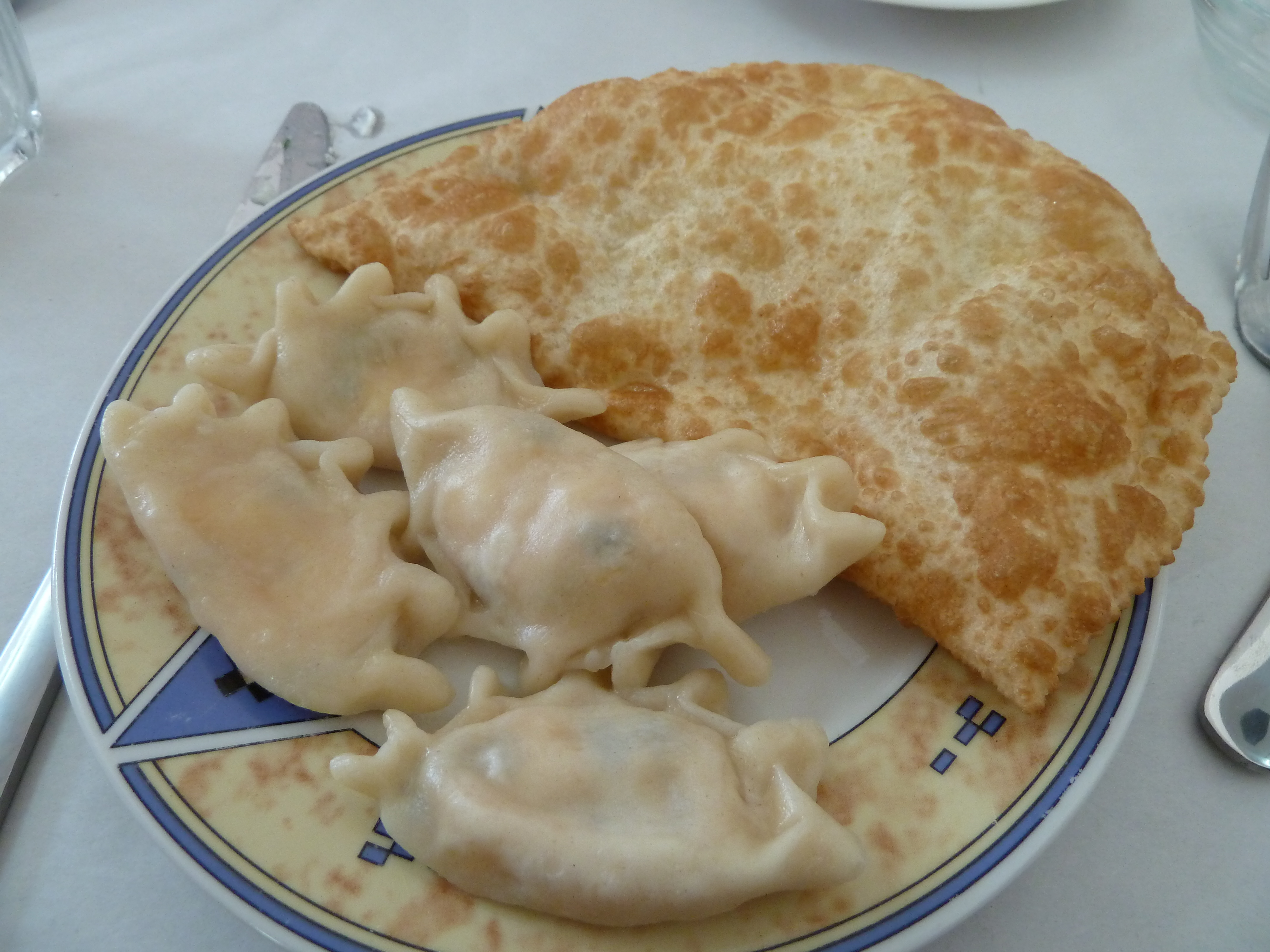
Халіва (Хьэлжъо) та Матац (Мэтазэ), дві відомі традиційні черкеські закуски

Черкеська кухня складається з багатьох різноманітних традиційних страв, що різняться залежно від сезону.  Влітку традиційні страви - це переважно молочні продукти та овочі.  Взимку та навесні традиційні страви переважно складаються з борошна та м’яса. Традиційні страви включають бурек, приправлену курку або індичку з соусом, варену баранину та яловичину з приправою кислого молока разом із сіллю та подрібненим часником.
Серед багатьох сортів сиру на Північному Кавказі найпопулярнішим є черкеський сир.
Різні варіанти макаронних виробів можна знайти в Черкесії, одним із таких типів є манти, наповнені картоплею або бараниною, які подаються з маслом, йогуртом та спеціями. Манти схожі на пельмені, але їх подають з маслом та йогуртом, хоча іноді можна додати і помідори. Манти можуть бути смаженими і вареними.
На свята адигейці традиційно роблять халіва з підсмаженого пшеничного борошна.

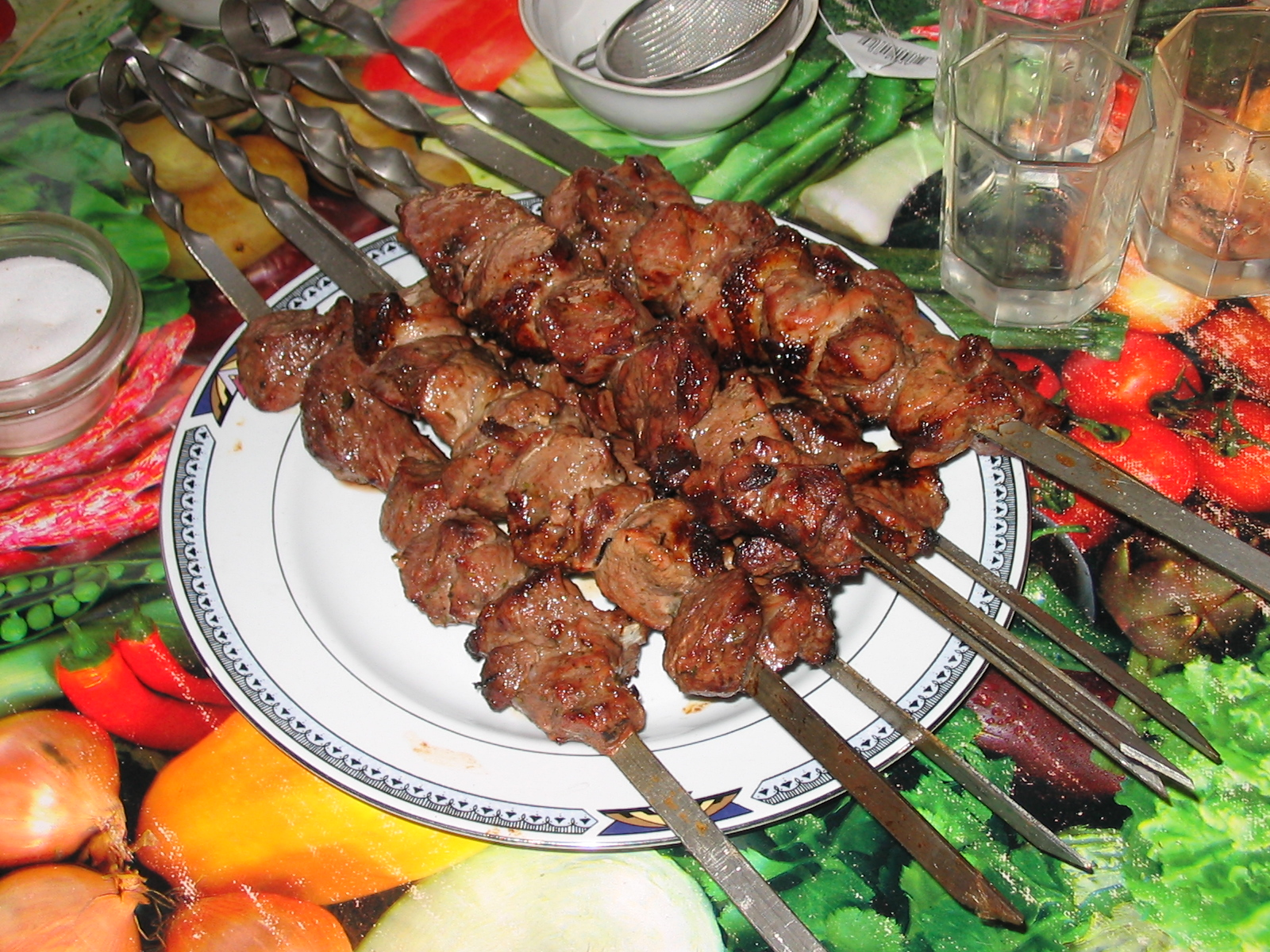
Шашлик

М'ясо («лягур», переважно баранина) готується при мінімальному наборі спецій, основу яких складають сіль, чорний перець та чабрець. Традиційною формою його приготування є шашлик. Курку готують як чахохбілі та називають «гедлібже» або «джэдлыбжьэ» (основу для тушкування складає вершковий соус). З птиці - гусак по Терські, гусак тушкований на повільному вогні разом з вареними галушками, заправляється вивареним жиром з гусака.
Черкеські супи обов’язково готували з квасолею. 
У черкеській кухні поширений плов.
Найголовнішою стравою черкеської (адигейської) кухні є щипс – густий суп або соус. В залежності від основних інгредієнтів він може бути м’ясним, овочевим та кисломолочним.

## Солодощі та десерти

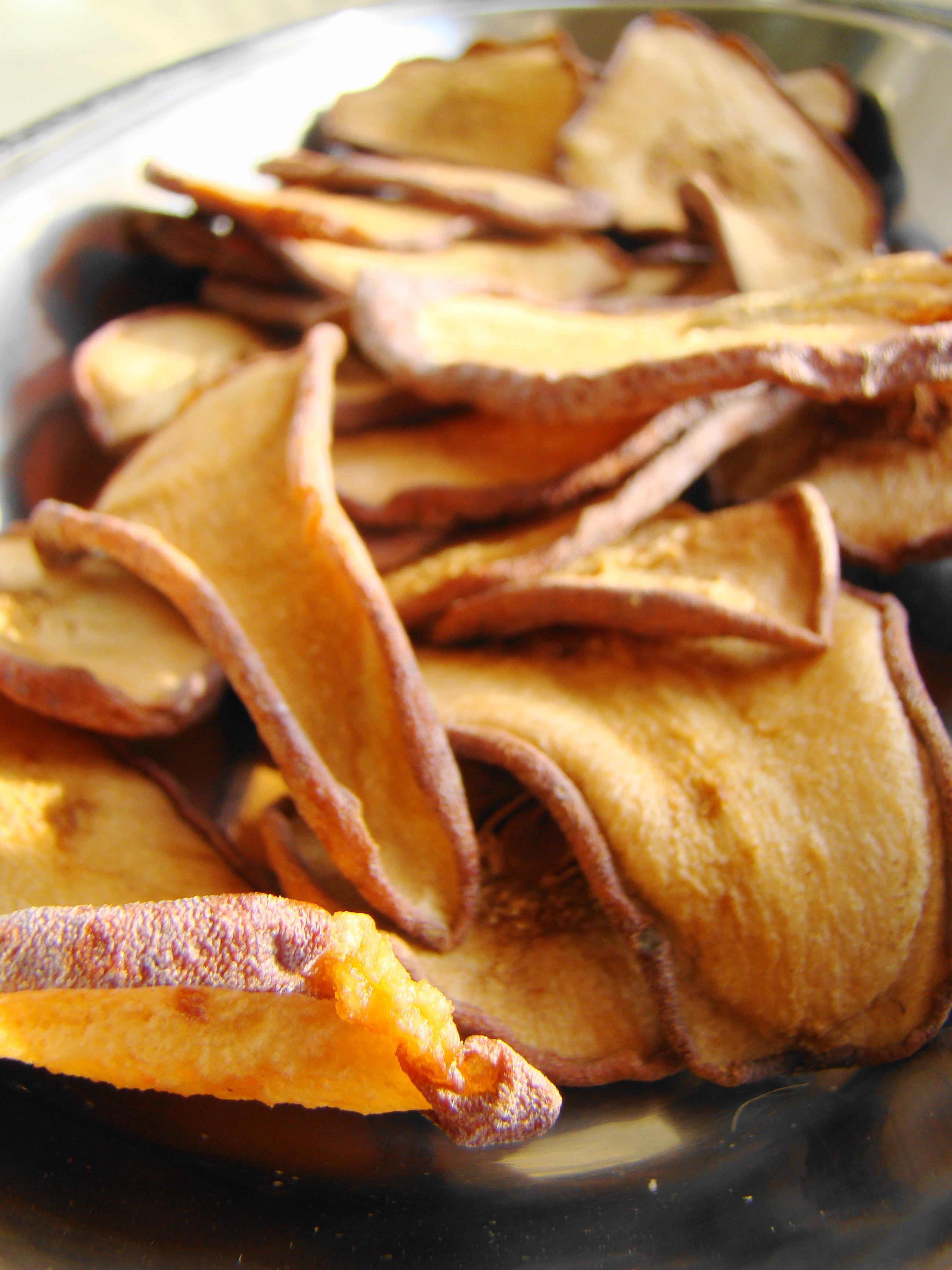
Сушені груші

Солодкі страви та десерти не притаманні черкеській кухні.  Їх функцію виконує адигейський сир. Також поширена халва. Поширення отримали страви з кукурудзяного борошна, з якої роблять коржик «нартук-чиржин».
- Халва
- Маразей
- Горіхи з медом
- Сушені груші
- Кавуновий мед
- Захаріс

## Напої
З напоїв характерні чай та кисломолочні продукти типу айрану («кундапсо»). Слабоалкогольні напої представлені махсима.